# イヴェット・ウィリアムズ
イヴェット・ウィリアムズ（Yvette Winifred Williams、1929年4月25日 - 2019年4月13日）は、ニュージーランドの女子陸上競技選手。1952年ヘルシンキオリンピックの金メダリストである。ニュージーランド南島ダニーデン出身。

## 経歴
ウィリアムズはバスケットボールのニュージーランド代表として、またネットボールの南島代表として活躍していた選手であった。その後、コーチとともに北島に拠点を移すと、1947年に砲丸投の国内チャンピオンとなり注目を浴びる。しかし、彼女の本職は走幅跳であり、1950年の大英帝国競技大会（コモンウェルスゲームズ）で金メダルを獲得すると、次は2年後のヘルシンキオリンピックに目標をおいた。
1952年ヘルシンキオリンピックでは、走幅跳で6m24の好記録で優勝。ニュージーランドの女性選手としてはじめてのオリンピック金メダリストに輝いた。この快挙に、ウィリアムズは、ニュージーランドに帰国後に大観衆に迎えられた。オールブラックスやアメリカスカップに出場したヨットによるものなどあらゆるところから大歓迎を受けた。さらに、オークランドからダニーデンの戻る途中でもいたるところでウィリアムズを歓迎する光景が見られた。ウィリアムズはヘルシンキで引退するつもりもあった競技を続行。1954年2月には走幅跳で6m29の世界新記録を樹立。同年夏にカナダのバンクーバーで行われた大英帝国イギリス連邦競技大会では走幅跳、砲丸投、円盤投で金メダルを獲得した。
ウィリアムズは、1956年メルボルンオリンピックを前に現役を引退。バスケットボールとソフトボールの有名選手と結婚した。その後体育教師、陸上のコーチとなり、私生活でも4人の子供に恵まれた。子供たちはいずれも優れたスポーツ選手となった。
2019年4月13日、オークランドで死去。89歳没。

## 主な実績
| 年   | 大会                         | 場所                            | 種目        | 結果 | 記録  |
| ---- | ---------------------------- | ------------------------------- | ----------- | ---- | ----- |
| 1950 | 大英帝国競技大会             | オークランド(ニュージーランド)  | 走幅跳      | 1位  | 5m90  |
| 1950 | 大英帝国競技大会             | オークランド (ニュージーランド) | やり投      | 2位  | 37m96 |
| 1952 | オリンピック                 | ヘルシンキ(フィンランド)        | 走幅跳      | 1位  | 6m24  |
| 1952 | オリンピック                 | ヘルシンキ(フィンランド)        | 砲丸投      | 6位  | 13m35 |
| 1952 | オリンピック                 | ヘルシンキ(フィンランド)        | 円盤投      | 10位 | 40m48 |
| 1954 | 大英帝国イギリス連邦競技大会 | バンクーバー(カナダ)            | 80mハードル | 6位  | 11秒4 |
| 1954 | 大英帝国イギリス連邦競技大会 | バンクーバー(カナダ)            | 走幅跳      | 1位  | 6m08  |
| 1954 | 大英帝国イギリス連邦競技大会 | バンクーバー(カナダ)            | 砲丸投      | 1位  | 13m96 |
| 1954 | 大英帝国イギリス連邦競技大会 | バンクーバー(カナダ)            | 円盤投      | 1位  | 45m01 |